# Asyneuma fulgens
Asyneuma fulgens är en klockväxtart som först beskrevs av Nathaniel Wallich, och fick sitt nu gällande namn av John Isaac Briquet. Asyneuma fulgens ingår i släktet Asyneuma och familjen klockväxter. Inga underarter finns listade i Catalogue of Life.